# 31902 Raymondwang
31902 Raymondwang è un asteroide della fascia principale. Scoperto nel 2000, presenta un'orbita caratterizzata da un semiasse maggiore pari a 2,2251694 UA e da un'eccentricità di 0,1748591, inclinata di 2,83768° rispetto all'eclittica.